# Сестре Бронте: изабрана дела
Сестре Бронте: изабрана дела (енгл. Selected Works of the Bronte Sisters) је белетристика Сестара Бронте. Српско издање је објавила издавачка кућа Вулкан 2017. године.

## О књизи
Једнотомно издање садржи дела Сестара Бронте — Оркански висови Емили Бронте, Џејн Ејр Шарлоте Бронте и Станарка напуштеног замка Ен Бронте. Њихова проза се описује као провокативна, а теме Шарлоте и Ени Бронте као интригантне: самопоштовање жена, жене које морају да раде да би преживеле, заробљеност и злостављање у браку.
Ен Бронте је, кроз своје писање, указивала на положај и социјални статус жена, нарочито гувернанти, док је Емили Бронте описивала нека од најинтензивнијих осећања и искустава.